# Colletes rudis
Colletes rudis är en biart som beskrevs av Timberlake 1951. Colletes rudis ingår i släktet sidenbin, och familjen korttungebin. Inga underarter finns listade i Catalogue of Life.